# منبع دست اول
در مطالعه تاریخ به عنوان یک رشته دانشگاهی، منابع دست اول یا منابع اولیه (به انگلیسی: Primary source) منبع اولیه (که منبع اصلی نیز نامیده می‌شود)، دست‌ساخته، سند، دفتر خاطرات (شرح حال)، نسخه خطی، خودزندگی‌نامه، مطالب ضبط شده یا هر منبع اطلاعات دیگری است که در زمان مورد مطالعه خلق شده‌اند. به عنوان منبع اصلی اطلاعات در مورد موضوع محسوب می‌شوند. تعاریفی شبیه را می‌توان در علم کتابداری و سایر حوزه‌های علمی به کار برد، اگرچه حوزه‌های مختلف تا حدودی تعاریف متفاوتی دارند. در روزنامه نگاری، منبع اصلی و اولیه می‌تواند شخصی با آگاهی و علم مستقیم از یک موقعیت یا سندی باشد که به وسیله همان شخصی نوشته شده باشد.

## توضیح
در باب منابع اولیه مثلاً گزارش شاهد عینی یک تصادف و همچنین خلاصهٔ سخنرانی رهبری جمهوری اسلامی که توسط بیت رهبری منتشر می‌شود منبع‌های اولیه‌اند. منابع اولیه اطلاعات یا داده‌ها را عرضه می‌کنند: مثل مصنوعات و اشیاء باستان‌شناختی فیلم ویدئو، عکس، اسناد تاریخی مثل خاطرات، آمار، گزارش استماع‌های دادرسی، محاکمه‌های قضایی یا مصاحبه‌ها؛ نتایج جدول‌بندی‌شدهٔ آمارگیری‌ها و پرسشنامه‌ها؛ آثار فلسفی اولیه؛ متون مقدس مذهبی؛ اسناد و مضبوطات آزمایشگاهی (مثل پزشکی قانونی) یا مشاهدات بازرسان؛ اسناد مشاهدات میدانی؛ آثار هنری یا تخیلی مانند اشعار، نمایشنامه‌ها، رمان‌ها، تصاویر متحرک، ویدئوها، و برنامه‌های تلویزیونی. نکته مهم این است که منابع اولیه شامل نوشته‌های اشخاص نزدیک به ماجرایی که پیرامون آن می‌نویسید، می‌شود و بیانگر یک نگاه از درون به یک دوران تاریخی خاص، یک اثر هنری، یک تصمیم سیاسی و غیره هستند.

### دسته‌بندی منابع
| شخص                 | مثال ساده |
| ------------------- | --- |
| مطالب منابع دست اول | - حکایت یک رویداد، نوشته‌شده به دست شاهدان عینی. - نتیجه‌گیری‌های بدیع در گزارش‌های علمی. - پرونده‌های دادگاه، اسناد قانونی و پتنت‌ها. - سخن‌رانی‌های سیاست‌مداران یا فعالان در زمینهٔ دیدگاه‌ها و اهدافشان |
| مطالب منابع دست دوم | - مقالهٔ یک مجله برپایهٔ گزارش‌های رسانه‌های دیگر - کتابی در مورد یک رویداد تاریخی که برپایهٔ نامه‌ها و خاطرات نوشته شده‌است - بازبینی سامانمند، یا بازبینی ادبی که حاصل ترکیب نتایج تحقیقات قبلی باشد. |
| مطالب منابع دست سوم | - یا دانشنامه یا فرهنگ نوین - کتابی دربارهٔ یک رویداد تاریخی که کاملاً برپایهٔ کتاب‌های دیگری که در مورد آن موضوع هستند باشد - بیشتر کتاب‌های درسی تاریخی و علمی که برای کودکان نوشته می‌شوند          |

## مزایا و ضعف‌های منابع دست اول
در بسیاری از زمینه‌ها، همچون تاریخ‌نویسی، تقریباً همیشه توصیه شده‌است که در صورت امکان از منابع دست اول استفاده نمایید، و اگر «هیچ‌یک در دسترس نبودند، احتیاط بر آن است که نویسنده بتواند با استفاده از منابع دست دوم پیش برود» به علاوه، منابع دست اول مشکل ذاتی منابع دست دوم را ندارند، از آنجا که هر نویسنده‌ای ممکن است یافته‌های نویسندگان پیشین را تحریف کرده یا نظرات خودش را به آن‌ها وارد کند.
تاریخی که نویسنده‌اش  نتایج آن را از منابعی استخراج می‌کند دست اول یا دست دومی که واقعاً بر اساس منابع دست اول باشد نیست به معنی افسانه است و به‌طور کلی تاریخی نیست.— کامرون سرل
گرچه یک منبع دست اول لزوماً همیشه نباید از مرجعیت بیشتر یا بهتری نسبت به منبع دست دوم برخوردار باشد. ممکن است سوگیری یا دیدگاه‌های ناخودآگاه ضمنی که اطلاعات تاریخی را می‌پیچانند وجود داشته باشد.
موضوع اصلی ممکن است … از روی تعصب پیشداورانه، حداقل دقیقاً آن چیزی که آن مدعی است نباشد.— دیوید آیردیل
این خطاها ممکن است در منابع دست دوم اصلاح شوند، که اغلب تحت داوری همتا هستند، می‌توانند به خوبی مستندسازی شوند، و اغلب توسط تاریخ‌شناسانی که در موسسه‌هایی کار می‌کنند که دقت روش‌شناسی برای آینده شغلی و شهرت نویسنده مهم است. تاریخ‌شناسان به دقت و واقع بینی منابع دست اول که آن‌ها استفاده می‌کنند توجه می‌کنند و تاریخ‌شناسان به هر دوی منابع دست اول و دست دوم با موشکافی زیادی توجه می‌کنند. یک منبع دست اول همچون مطلب وارد شده در یک ژورنال (دفتر خاطرات روزانه) (یا یک نسخه آنلاین یا بلاگ)، در بهترین حالت، می‌تواند فقط بازتاب نظر شخصی یک نفر دربارهٔ رویدادها باشد، که ممکن است یا ممکن نیست که صادقانه، دقیق یا کامل باشد.
شرکت کنندگان و شاهدان عینی ممکن است رویدادها را اشتباه متوجه شوند یا برای بالا بردن تصور یا تقاضای خودشان گزارش‌هایشان را عمداً یا سهواً تحریف نمایند. چنین تأثیراتی ممکن است در طول زمان افزایش یابد، آنچنان که مردم روایتی را بسازند که دقیق نیست. برای هر منبع، دست اول یا دست دوم، برای محقق مهم است که میزان و جهت سوگیری را ارزیابی کند. به عنوان مثال، یک گزارش دولتی ممکن است دربارهٔ شرح رویدادهایی دقیق باشد و سوگیری نکرده باشد، اما می‌تواند سانسور شده باشد یا برای پروپاگاندا تغییر کرده یا اهداف خاصی را پوشش داده باشد. حقایق ممکن است برای منفی نشان دادن جهت مخالف تحریف شده باشند. وکلای دادگستری آموزش دیده‌اند که یک دلیل یا سند در دادگاه می‌تواند مورد اعتماد باشد اما ممکن است برای طرفداری (یا مخالفت) از موقعیت یکی از طرفین تحریف شده باشد.
محمدعلی نجفی در زمینه استفاده یا عدم استفاده از منبع؛ اعم از منابع اولیه و غیر دست اول؛ آفات و آسیب‌هایی متصور است: مثل استناد به منابع واسطه ای، عدم ارزشگذاری منابع، عدم ذکر منبع، ابهام در استناد نظرات، ضعف در منبع‌شناسی و در دام تکثیر منابع افتادن.

## در تاریخ‌نگاری
بخش عمده‌ای از تحصیلات یک تاریخ‌نگار بر روی تشخیص دادن منابع اولیه از منابع ثانویه‌است. هنوز در مورد تعریفی صریح از منبع اولیه اختلاف نظر وجود دارد. با این حال تاریخ‌نگاران قائل به چنین تقسیم‌بندی می‌باشند. آرتور مارویک منبع اولیه را منبعی تعریف می‌کند که متعلق به دوره‌ای است که تاریخ‌نگار مشغول بررسی آن است. اما منبع ثانویه آثاری است که بعدها توسط تاریخ‌نگارانی که به گذشته می‌نگرند نگاشته شده‌است. منابع اولیه آثاری باستانی هستند و شواهدی بازمانده از گذشته، هر چند بسیاری از منبع‌های اولیه ممکن است بسیار پس از اتفاق یک حادثه نگاشته شده باشد.